# 2001 w informatyce
Kalendarium informatyczne 2001 roku
- Apple zaczął instalować na swoich komputerach system operacyjny Mac OS X, oparty na mikrojądrze Mach i BSD[1].
- W Polsce uruchomiono Neostradę[2].
- 15 stycznia – powstała Wikipedia[3].
- 27 sierpnia – Microsoft wydał przeglądarkę internetową Internet Explorer 6[4].
- 25 października – Microsoft zaprezentował system operacyjny Windows XP[5].
- 26 listopada – szyfr blokowy AES został przyjęty jako standard[6].